# U-Bahn-Station Hausfeldstraße
Hausfeldstraße is een metrostation in het district Donaustadt van de Oostenrijkse hoofdstad Wenen. Het station werd geopend op 5 oktober 2013 en wordt bediend door lijn U2.

## Geschiedenis
In 1987 opende de ÖBB de halte Hausfeldstraße aan de Marchegger Ostbahn, destijds bestaande uit een geëlektrificeerd kopspoor dat als eindpunt van de S80 diende en een perron langs het doorgaande enkelspoor naar Marchegg. Pal ten oosten van de perrons was er een overweg van de Hausfeldstraße. 
Nadat besloten was dat de U2 hier een station zou krijgen begon ÖBB met het vervangen van de overweg door een onderdoorgang. Hiermee werd de toegang tot het metrostation vergemakkelijkt en bovendien was er zo ook plaats voor tramlijn 26 die tegelijk met de metro zou gaan rijden. De ombouw werd door ÖBB aangegrepen om de spoorlijn dubbelsporig te maken, hiertoe werd ook het stationsgebouw gesloopt. De S80 had tijdens de ombouw haar eindpunt in Wien Hirschstetten terwijl een tijdelijk houten perron beschikbaar bleef voor de REX-diensten tussen Wien Hauptbahnhof en Bratislava, alsmede voor stoptreinen tussen Wien Hauptbahnhof en Marchegg. De spoorweghalte bleef in bedrijf tot 1 oktober 2018 toen Wien Aspern Nord de functie van  overstappunt tussen S-Bahn en U-Bahn overnam.  

## Metro
Het metrostation werd ten westen van de onderdoorgang parallel aan de zuidkant van de Marchegger Ostbahn gebouwd en op 5 oktober 2013 geopend als onderdeel van de U2 tot Seestadt geopend. Het viaductstation heeft een eilandperron met toegangen aan beide uiteinden. De oostelijke toegang ligt bij de Hausfeldstraße, die onder de U2 en de Marchegger Ostbahn doorloopt. Hier ligt op het stationsplein de eindlus van tramlijn 26 en hebben verschillende buslijnen hun eindhalte. De westelijke toegang komt uit bij een onderdoorgang naar de Hasibederstraße. Ten oosten van het station ligt een kruiswissel waardoor het mogelijk is om metrostellen te laten keren. 

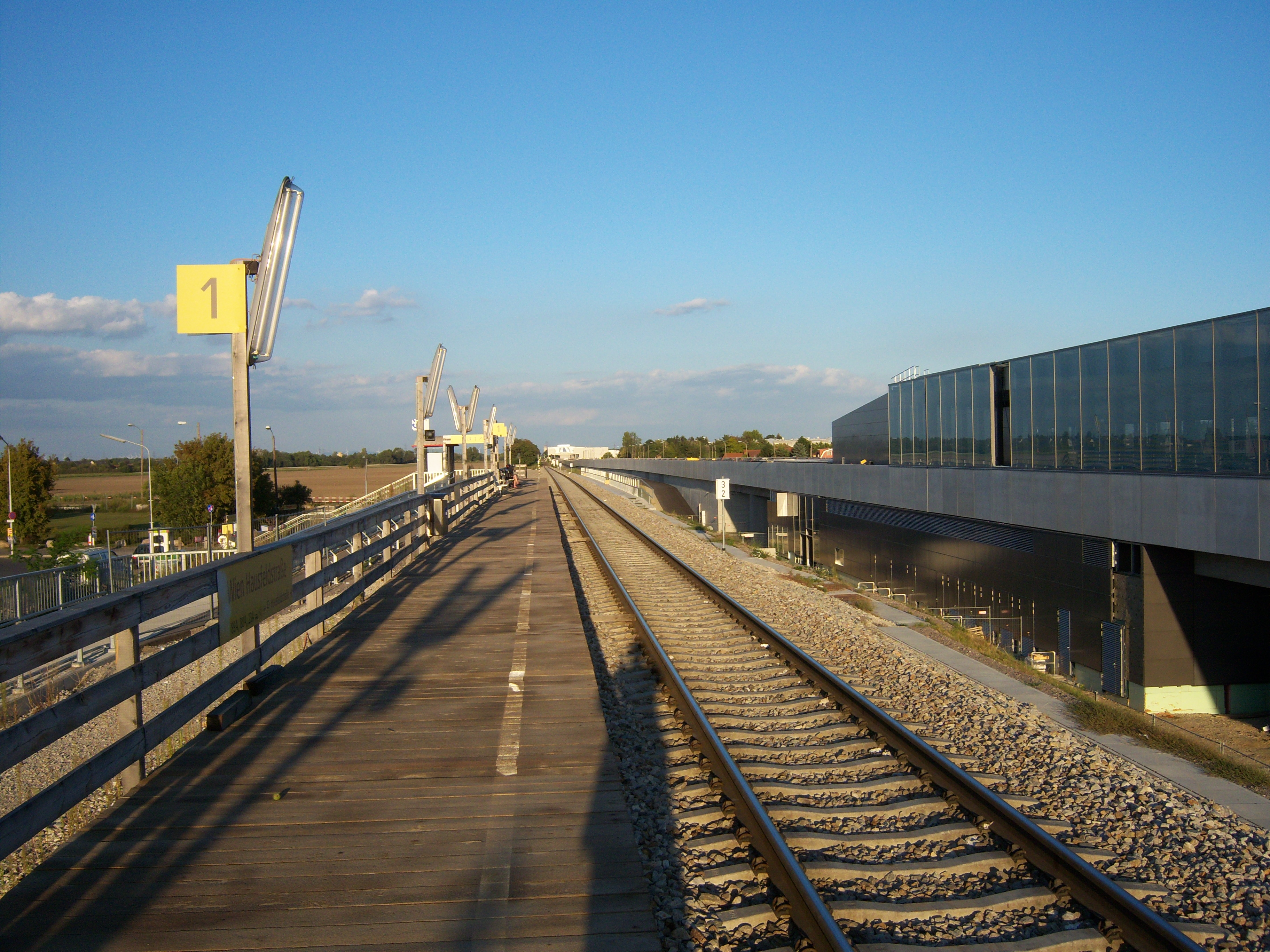
Het houten perron in 2012.
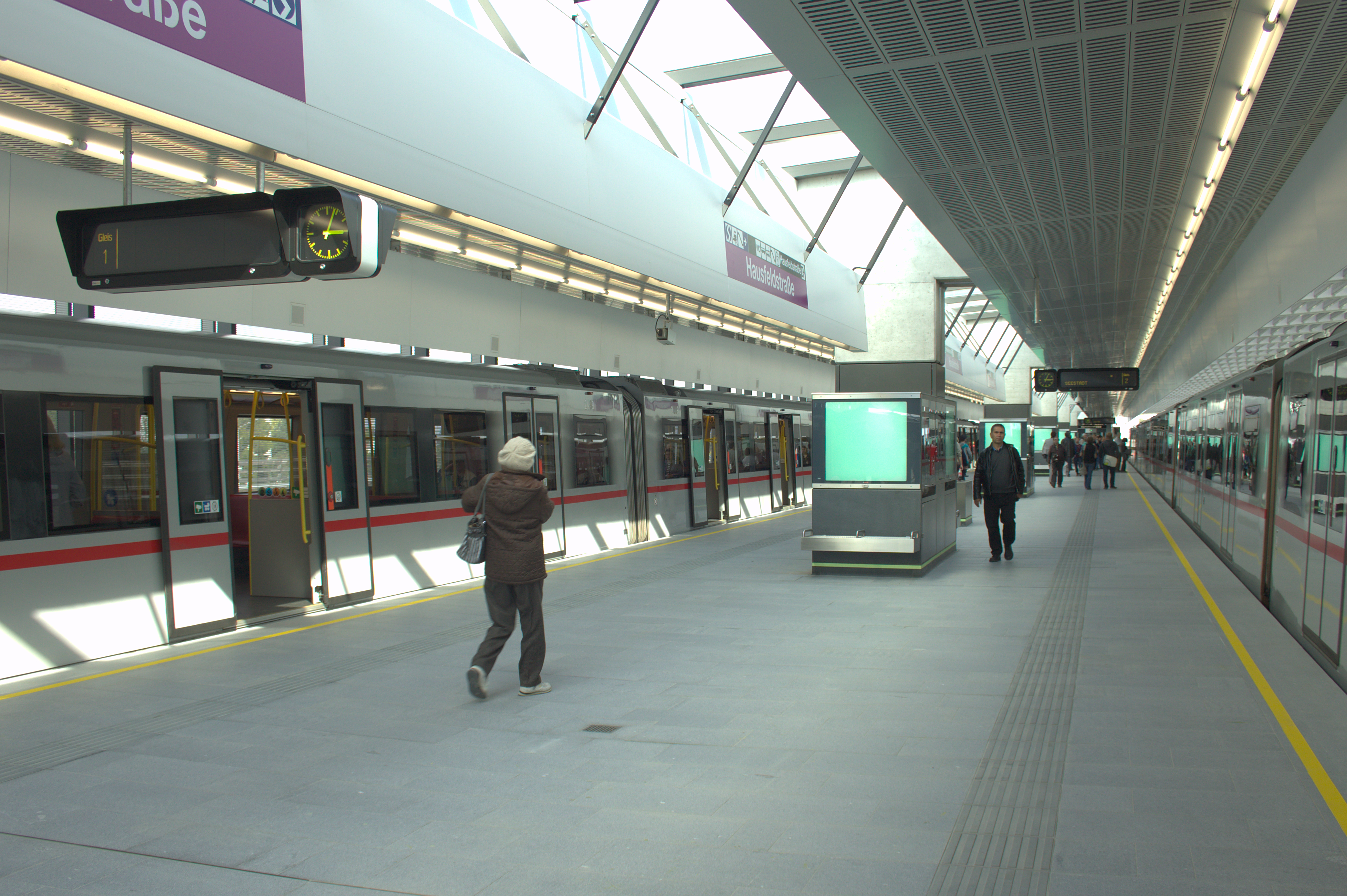
Het perron.